# Лев V (папа римский)
Лев V (лат. Leo PP. V; IX век — сентябрь 903 или 906) — папа римский с июля по сентябрь 903 года. Его краткое правление иллюстрирует упадок Святого престола в начале десятого века. Лев V был свергнут антипапой Христофором, а затем убит в тюрьме по приказу папы Сергия III.

## Понтификат

### Избрание
Лев был уроженцем Ардеи (37 км к югу от Рима) и служил приходским священником в Приапи, небольшом городке недалеко от Рима. Он был избран преемником папы Бенедикта IV, когда имел сан всего лишь епископа или кардинала. Это было необычно для того времени — выбор кандидата, который не только не принадлежал к высоким уровням церковной иерархии, но даже не был частью духовенства Рима. Это может быть истолковано как попытка выдвинуть на папский престол человека высокой репутации, не заинтересованного в ссорах между знатными римскими семьями. Лев был, вероятно, сторонником папы Формоза.
О его понтификате известно только, что каноники Болоньи были освобождены от уплаты налогов. В сентябре он был свергнут антипапой Христофором — кардиналом, который, по некоторым данным, был его духовным наставником.

### Низложение
Что стало истинной причиной, побудившей Христофора низложить Льва V — неизвестно. Некоторые историки полагают, что Христофор также был формозианцем, но в этой партии произошёл раскол — некоторые представители духовенства не приняли папу-неримлянина. Другие утверждают, что Христофор не был формозианцем — напротив, он был отлучен и сослан папой Иоанном IX, потому что организовал вместе с папой Стефаном VI и епископом Сергием (будущий папа Сергий III) Трупный синод, так что свержение Льва V рассматривалось как реванш противников папы Формоза. Наконец, другие источники говорят, что Лев V был убит (предположительно задушен по приказу Христофора в сентябре, ноябре или 6 декабря) по приказу будущего папы Сергия III в 904 году.

## Смерть

### Мнения современников
Версия, высказанная хронистом Евгением Вульгарием (887—928), возможно, была сознательно нацелена на очернение Сергия III, заклятого врага формозианцев, и утверждает, что Сергий III организовал убийство Льва V. Якобы после своей интронизации Сергий III дал приказ бросить Христофора в камеру, где содержался Лев V, а затем убить их обоих.
Другой хронист, Аусилий Неаполитанский (870—930), подтверждает эту версию, а также обозначает, что Лев V был благодетельным и святым человеком. Неизвестно наверняка, насколько верна эта версия, нельзя забывать, что оба хрониста принадлежали к партии формозианцев и были заинтересованы в опорочивании образа Сергия III.

### Более поздние источники
Герман из Райхенау жил на столетие позже Евгения и Аусилия и утверждал, что Лев V был убит Христофором, который в свою очередь после избрания Сергия ІІІ был пострижен в монахи и умер в 906 году. Сегодня эта версия событий признается большинством историков.
Некоторые историки обращают внимание на то, что конец правления Льва V в источниках иногда обозначается не с низложения в сентябре, а с интронизации Сергия ІІІ (29 января 904 года), и приходят к выводу, что до того времени Лев V был ещё жив.
В церкви Сан-Паоло-фуори-ле-Мура за медальоном с портретом Льва V следует медальон папы Сергия III, что говорит о том, что Христофор не был официально признан папой при жизни, не считали его преемником Льва V и в дальнейшем.

## Легенда о Льве V
Французская и бретонская легенда XI века отождествляет Льва V с Святым Тудвалом, бретонским монахом, умершим 30 ноября 564 года и покровителем Трегье. Согласно легенде, Тудвал отправился в Рим на аудиенцию к папе, но нашел место вакантным, потому что в это время папа умер. Духовенство, дворянство и народ были представлены на выборах, и во время голосования произошло некое чудо, которое указало на избранность Тудвала. Он был избран папой и принял имя «Лев Бретонский» (Leo Britigena). Легенда, вероятно, родилась из-за смешения слова «Pabu» — титула многих святых Бретани, — с «Papa», и того, что Тудвала прозвали «Львом Бретани».